# Detlev Möller

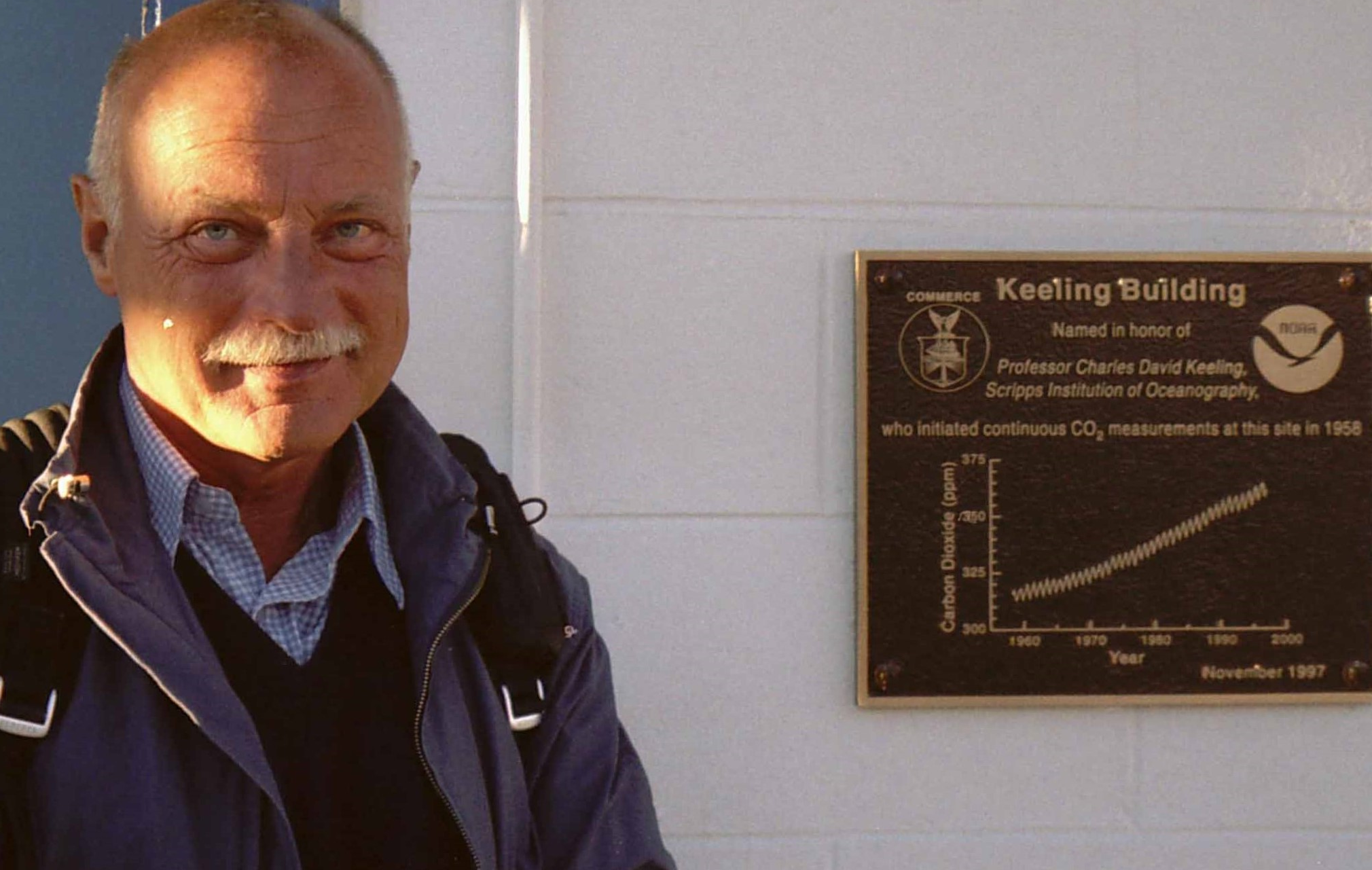
Detlev Möller auf dem Mauna Loa Observatorium (Hawaii) vor dem Keeling-Gebäude: Messung von CO_{2} seit 1958 (2004)

Detlev Möller (* 30. Mai 1947 in Berlin) ist ein deutscher Atmosphärenchemiker und Universitätsprofessor.

## Leben und Werdegang
Detlev Möller, Sohn eines Offiziers der Handelsseefahrt (bis 1945) und späteren Lehrers für Russisch und Astronomie, legte im Jahr 1965 das Abitur an der Heinrich-Hertz-Oberschule in Berlin-Adlershof (Spezialklasse Mathematik ab 1963) mit einer parallelen Ausbildung als Chemiefacharbeiter im ehemaligen „VEB Berlin-Chemie“ ab. Von 1965 bis 1969 studierte er Chemie an der Humboldt-Universität zu Berlin (HUB) mit Vertiefung in physikalischer Chemie (bei Karl-Heinz Heckner und Rolf Landsberg) mit dem Abschluss als Diplomchemiker (Note „ausgezeichnet“). Im anschließenden Forschungsstudium (Doktorandenstelle) promovierte er 1972 zum Dr. rer. nat. mit einem Thema zum elektrochemischen Verhalten von Hydroxylamin und zur Elektrodenkinetik irreversibler Prozesse.
1972 bis 1974 war er wissenschaftlicher Assistent im Bereich Analytische Chemie (bei Günter Henrion) und wechselte 1974 an die Akademie der Wissenschaften der DDR (AdW) als wissenschaftlicher Mitarbeiter der „Forschungsstelle für Umweltgestaltung“ (FUG) in die Arbeitsgruppe „Waldökosysteme / Ökomodellierung Dübener Heide“. Hier begann er 1975, sich für Luftverschmutzung und atmosphärische Chemie zu interessieren (Ausbreitung und Umwandlung von Schwefeldioxid) und habilitierte sich 1982 zum Thema „Schwefel-Kreislauf“ (bei Hans-Günther Däßler, Karlheinz Lohs und Wolfgang Böhme).
1977 wurde die FUG als Bereich „Ökologisch-Ökonomische Systeme“ in das Institut für Geographie und Geoökologie (IGG) der AdW (Berlin) überführt. Hier erfolgte seine Mitarbeit in der Arbeitsgruppe „Ökologisch-ökonomische Auswirkungen der Energieproduktion (Cottbus)“. Seine Arbeiten bezogen sich auf den Zusammenhang zwischen NH3 und SO2 in der Atmosphäre. 1983 wurde er Leiter der Arbeitsgruppe „Geoökologische Stoffflüsse“ mit Arbeitsschwerpunkten zum „sauren Regen“ und zum „Baumsterben“ sowie zur „Rauchgasentschwefelung“. 1984 hielt er den ersten öffentlichen Vortrag in der DDR zum „Sauren Regen“ zusammen mit Wolfgang Rolle und Wolfgang Marquardt: „Saure Niederschläge – Bildung und Einschätzung“.
1986 erfolgte die Überleitung der Arbeitsgruppe „Geoökologische Stoffflüsse“ an das Heinrich-Hertz-Institut für Geomagnetismus und Atmosphärenforschung (HHI) an der AdW (Berlin). Hier wurde er Leiter der Arbeitsgruppe „Depositionsprozesse“ in der Abteilung „Grundschicht“ (stellv. Abteilungsleiter von Joachim Neisser). Dies war zugleich der Beginn von Arbeiten zur Modellierung der Regentropfen- und Niederschlagschemie (mit Günther Mauersberger), zur Parametrisierung der trockenen Deposition für EULERsche Ausbreitungsmodelle (mit Klaus Worbs) als Auftragsforschung des Meteorologischen Dienstes der DDR (Karl-Heinz Bernhardt), zum Aufbau von Laboren zur Analyse gasförmiger und gelöster Spurenstoffe sowie der Beginn von Entwicklungsarbeiten für einen PC-gesteuerten Niederschlagssammler (mit Wolfgang Wieprecht), Studium der Azidität/Alkalinität von Regenwasser, Arbeiten zum Chlorid-Kreislauf und zur NH3-Bilanz der DDR, zur Rolle von Radikalen und H2O2 bei neuartigen Waldschäden. Seit 1988 Modellierung chemischer Prozesse in Regen und Wolken (mit Günther Mauersberger), Entwicklung eines einfachen Denuders zur NH3-Messung (mit Karin Acker) und einer eigenen IC-Analytik (mit Renate Auel).
Von 1988 bis 1992 folgten Vorlesungen zur Atmosphärenchemie an der Sektion Physik der HUB für die Fachbereiche Meteorologie und Geographie. 1990 Leiter der Abteilung „Atmosphärenchemie“ am HHI. In den Jahren 1991 und 1992 erfolgte der Aufbau einer wolkenchemischen Forschungsstation Brocken (Harz) und deren Betrieb bis 2010 (mit Wolfgang Wieprecht, Dieter Kalaß, Jürgen Hofmeister). Zum 31. Dezember 1992 wurde die Auflösung („Abwicklung“) der AdW vollzogen, und somit endete zugleich seine Tätigkeit in dieser Wissenschaftsinstitution.
Von 1991 bis 1996 übernahm er die Vorlesungen „Atmosphärenchemie“ am Institut für Meteorologie der Freien Universität Berlin (FUB). Von 1992 bis 1994 war er Leiter der Außenstelle für Luftchemie (ELC) des Fraunhofer-Instituts für Atmosphärische Umweltforschung Garmisch-Partenkirchen (FUG; Leiter: Wolfgang Seiler) in Berlin-Adlershof und Leiter des Bereiches „Wolkenchemie“. 1993 begann er mit Vorlesungen an der Brandenburgischen Technischen Universität Cottbus (BTU); zugleich begannen seine Studien zum Sommersmog (troposphärisches Ozon) und zur O3-Multiphasenchemie.
1994 Umhabilitation an der Freien Universität Berlin (FUB) bei Karin Labitzke, Fachbereich Geowissenschaften, zum Dr. rer. nat. habil. (Meteorologie); Ernennung zum Privatdozenten. Im November 1994 folgte ein Ruf auf die C4-Professur für Luftchemie und Luftreinhaltung an die BTU, Fakultät Umweltwissenschaften und Verfahrenstechnik.
Von 1995 bis 2012 war er Inhaber des Lehrstuhls für Luftchemie und Luftreinhaltung in Cottbus. Seine Forschungen umfassten in dieser Zeit Studien zum Sommersmog (troposphärisches Ozon) und zur Multiphasenchemie von Ozon und Wasserstoffperoxid; Feldmesskampagnen zur Wolkenchemie, Staubbelastung, reaktiver Gase (salpetrige Säure, Salpetersäure, Ammoniak, Chlorwasserstoff); Weiterführung der niederschlagschemischen Messreihe „Seehausen“ bis 2002. Von 1999 bis 2005 erfolgten Arbeiten zur Nebelbeseitigung, anschließend bis 2012 Arbeiten zur Wasserbehandlung (photokatalytische Ozonierung). In den Jahren 2012 bis 2020 war er „Forschungsgastprofessor“ an der BTU, ab 2015 ehrenamtlich.
Seit 2005 beschäftigt sich Möller auch mit der Geschichte der Atmosphärenchemie.

## Forschungsaufenthalte
- 1985 dreimonatiger Aufenthalt am Institut für Physik der Atmosphäre bei Ernö Mészáros in Budapest (Ungarn).
- 1989 dreimonatiger Aufenthalt in der Sowjetunion an verschiedenen Instituten auf dem Gebiet der Atmosphärenforschung (Moskau, Leningrad, Irkutsk, Nowosibirsk, Tallinn, Vilnius, Odessa, u. a. bei Alexey Ryaboshapko, Mark Evsejewitsch Berlyand, Rimma Lavrinenko, Eugen Genikhovitsch, Jan Saar, Wladimir Medinetz).
- 1995 Sechswöchiger Aufenthalt in China, eingeladen als Senior Research Advisor von der Chinesischen Akademie der Wissenschaften.
- 1999 zweimonatiger Aufenthalt als Gastprofessor an der Universität Paris-12 (LISA) bei Pascal Perros.
- 2005 zweimonatiger Forschungsaufenthalt als Gastprofessor an der Saitama-Universität Japan auf Einladung der Präfektur als Spezialist für Luftreinhaltung.

## Mitgliedschaften und Ehrungen (Auswahl)
- 1976–1991 berufenes Mitglied der „Zentralen Arbeitsgruppe Reinhaltung der Luft“ in der Kammer der Technik (AG(Z)/KdT); 1976–1980 Mitarbeit in der Facharbeitsgruppe (FAG) „Land- und Forstwirtschaft“; 1981–1991 Vorsitzender der FAG „Atmosphärenchemie“.
- 1983 Wahl (in Abwesenheit) in die „Commission of Atmospheric Chemistry and Global Pollution (CACGP)“ der IAMAP; Wiederwahlen 1988 (in Abwesenheit) und 1990 (bei erstmaliger Anwesenheit in Chamrousse, Frankreich).
- 1986–1990 berufenes Mitglied des Wissenschaftlichen Rates der DDR der Hauptforschungsrichtung „Atmosphärenforschung und Geomagnetismus“ in der Arbeitsgruppe „Umweltüberwachung“ und Verantwortlicher für das Projekt „Atmosphärenchemie“.
- 1989–1991 berufenes Mitglied des Nationalkomitees der DDR für das SCOPE bei der AdW.
- 1990–2010 Mitglied der „European Association for the Science of Air Pollution (EURASAP)“; 1990 Wahl in das Leitungskomitee; 1992 Wahl zum Vizepräsidenten.
- 1990–1992 Berufenes Mitglied (Gutachter) im Deutschen EUROTRAC-Komitee beim BMFT.
- 1996–2002 berufenes Mitglied des Beirates des International Ecological Centre Warschau (an der Polnischen Akademie der Wissenschaften).
- 1996–2002 berufenes Mitglied des Beirates der Kommission Reinhaltung der Luft (KRdL) im VDI und DIN, Mitglied der VDI-Fachkommission „Umweltmesstechnik“.
- 1997 Wahl zum Mitglied der Leibniz-Sozietät der Wissenschaften zu Berlin.
- 1998–2002 berufenes Mitglied und Experte für Wolkenchemie der „WMO EC Panel/Working Group for Physics and Chemistry of Clouds and Weather Modification in liaison with EC Panel/Working Group for Environmental Pollution and Atmospheric Chemistry“.
- 2003 auswärtiges Mitglied der Akademie gemeinnütziger Wissenschaften zu Erfurt.
- 2010 Ehrenmitglied der Ungarischen Akademie der Wissenschaften.

## Veröffentlichungen
Möller hat über 240 wissenschaftliche Publikationen in Büchern, Sammelwerken, Lexika und Zeitschriften verfasst und mehr als 10 Patente angemeldet.
Bücher und Monographien
- Möller, D. und H. Lux (Hrsg.): Deposition atmosphärischer Spurenstoffe in der ehemaligen DDR bis 1990 – Methoden und Ergebnisse. Bd. 18 Schriftenreihe der Kommission Reinhaltung Luft im VDI und DIN, Düsseldorf 1992, 308 pp. https://katalog.slub-dresden.de/id/0-121022730/
- als Hrsg.: Atmospheric environmental research – critical decisions between technological progress and preservation of nature. Springer, Berlin; Heidelberg; New York 1999, 185 pp. https://www.springer.com/la/book/9783642635656
- Luft. De Gruyter, Berlin; New York 2003, 750 S. ISBN 3-11-016431-0 https://books.google.de/books/about/Luft.html?id=7ITJXWDijA0C&redir_esc=y
- Chemistry of the climate system. De Gruyter, Berlin; New York 2010, 722 pp. https://books.google.de/books/about/Chemistry_of_the_Climate_System.html?id=-UCxQFC_ftkC&redir_esc=y
- Chemistry of the climate system. 2nd fully revised and extended edition. De Gruyter, Berlin; New York 2014, 786 pp. https://books.google.de/books?id=6iboBQAAQBAJ&pg=PA720&lpg=PA720&dq=%EF%82%A7#v=onepage&q&f=false
- Chemistry of the climate system. Volume 1: Fundamentals and processes. 3rd edition. De Gruyter, Berlin; Boston 2019, 619 pp.
- Chemistry of the climate system. Volume 2: History, changes, and sustainability. 3rd edition. De Gruyter, Berlin; Boston 2020, 799 pp. https://www.degruyter.com/view/product/495514
- Chemistry for environmental scientists. 2nd edition. De Gruyter, Berlin; Boston 2022, 458 pp. https://www.degruyter.com/document/doi/10.1515/9783110735178/html?lang=de
- Atmospheric chemistry. A critical voyage through the history. De Gruyter, Berlin; Boston 2022, 914 pp. https://www.degruyter.com/document/doi/10.1515/9783110732467/html?lang=de

Ausgewählte Buchbeiträge
- Der globale biogeochemische Schwefelzyklus. In: Technik und Umweltschutz. Bd. 31 Umweltschutz in der Land- und Forstwirtschaft. Deutscher Verlag für Grundstoffindustrie, Leipzig 1985, S. 35–65.
- Wechselwirkungen globaler Stoffkreisläufe. In: H. Neumeister (Hrsg.): Geoökologie. G. Fischer Verlag, Jena 1988, S. 95–101.
- Möller, D. und G. Mauersberger: Modeling of cloud water chemistry in polluted air. In: S.-E. Schwartz und W. G. N. Slinn (Hrsg.): Precipitation Scavenging and Atmosphere-Surface Exchange, Vol. 1. Hemisphere Publ. Corp., Washington (USA) 1992, pp. 551–562.
- Sulfate aeorosol and their atmospheric precursors. In: R. J. Charlson und J. Heintzenberg (Hrsg.): Aeorosol Forcing of Climate. John Wiley & Sons Ltd, 1995, pp. 73–90.
- Cloud processes in the troposphere. In: J. Delmas (Hrsg.): Ice Core Studies of Global Biogeochemical Cycles. Springer 1995, pp. 47–71. https://www.springer.com/de/book/9783642511745#otherversion=9783540592747
- Global sulfur and nitrogen biogeochemical cycles. In: C. F. Boutron (Hrsg.): Topics in Atmospheric and Interstellar Physics and Chemistry. ERCA-Vol. 2, Les Editions de Physique, Les Ulis (France) 1996, pp. 125–156.
- Atmosphärische Multiphasenchemie. In: R. Guderian (Hrsg.): Handbuch der Umweltveränderungen und Ökotoxikologie, Band 1B: Atmosphäre. Springer, Berlin; Heidelberg 2000, S. 39–146.
- Hydrogen peroxide trends in Greenland glaciers. In: T. Munn (Hrsg.): Encyclopedia of global environmental change Vol. 1: The Earth´s system: physical and chemical dimensions of global environmental change (Hrsg. M. C. MacCracken und J. S.Perry). J. Wiley & Sons, Chichester 2002, pp. 447–450.
- Rethinking the tropospheric ozone problem. In: S. S. Chicherin (Hrsg.): Problems of Atmospheric Boundary-layer Physics and Air Pollution – To the 80th Birthday of Professor M. E. Berlyand. Hydrometeoizdat, St. Petersburg 2002, pp. 252–269.
- Der Kreislauf des Wassers. In: R. Zellner (Hrsg.): Chemie über den Wolken. WILEY-VCH Verlag, Weinheim 2011, S. 129–132.
- Le brouillard dans la « science des météores », depuis l’Antiquité jusqu’à l’époque moderne. In: K. Becker und O. Leplatre (Hrsg.): La brume et le brouillard dans la science, la littérature et le art. Hermann, Paris 2014, 574 pp.
- Zur Geschichte der Nebelforschung. In: I. Kästner und J. Kiefer (Hrsg.): Von Kometen, Windhosen, Hagelschlag und Wetterballons – Beiträge zur Geschichte der Meteorologie. Shaker Verlag, Aachen 2014, S. 169–198.
- Towards a global sustainable chemistry. In: Shuppan (Ed.): Science View – Invitation to Biology. Tokyo 2015, pp. 326–327 (Neuauflage 2019).
- Möller, D. und W. Oelßner: Environmental CO2 Monitoring. In: G. Gerlach, U. Guth and W. Oelßner (Hrsg.): Carbon Dioxide Sensing. Fundamentals, Principles, and Applications. WILEY-VCH Verlag, Weinheim 2019, pp. 275–328.